# چد تروهیو

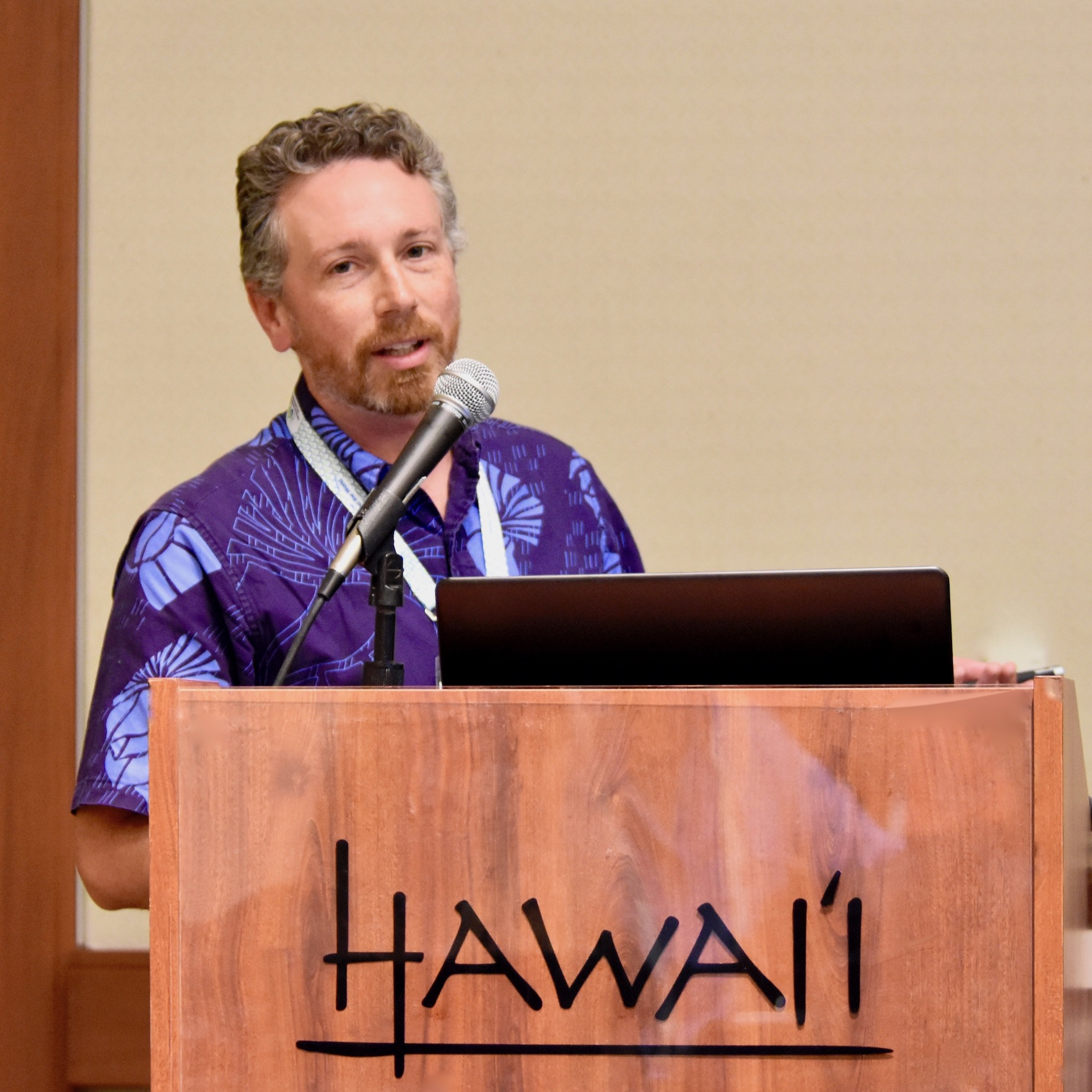
چدویک آ. چد تروهیو، ستاره‌شناس آمریکایی - ۲۰۱۸

چدویک آ. چد تروهیو (به انگلیسی: Chadwick A. "Chad" Trujillo) (زادهٔ ۲۲ نوامبر ۱۹۷۳)، ستاره‌شناس اهل آمریکا است. او با نرم‌افزار رایانه‌ای کار می‌کند و اجسام متعدد فرانپتونی را مورد بررسی قرار می‌دهد. او کاشف چندین جسم فرانپتونی مانند هائومیا، اریس و ماکی‌ماکی است.